# Kulturåret 1819

## Händelser
- 29 januari – 1819 års psalmbok blir gillad och stadfäst av Sveriges kung.

## Nya verk
- Dikter af Vitalis av Erik Sjöberg (Vitalis) (debutverk)
- Ivanhoe av Walter Scott (svensk översättning 1821–22)
- Mazeppa av Lord Byron

## Födda
- 28 januari – Henriette Nissen-Saloman (död 1879), svensk operasångare (mezzosopran) och sångpedagog.
- 8 februari – John Ruskin (död 1900), brittisk konstkritiker, poet och författare.
- 18 februari – Clara Ahnfelt (död 1896), svensk sång- och psalmförfattare.
- 24 februari – Emilia Uggla (död 1855), svensk konsertpianist och vokalist.
- 4 mars – Narcyza Żmichowska (död 1876), polsk poet och romanförfattare.
- 25 mars
  - Theodor Hamberg (död 1854), svensk missionär, skribent och psalmförfattare.
  - Venceslaus Ulricus Hammershaimb (död 1909), färöisk präst samt språk- och folkminnesforskare.
- 4 april – Lucile Grahn (död 1907), dansk ballerina.
- 11 april – Charles Hallé (död 1895), tyskfödd brittisk pianist, dirigent och tonsättare.
- 18 april – Franz von Suppé (död 1895), österrikisk kompositör.
- 5 maj
  - Stanisław Moniuszko (död 1872), polsk tonsättare, dirigent och musikpedagog.
  - Jonas Fredrik Törnwall (död 1898), svensk kyrkomusiker, tonsättare och musikskriftställare.
- 19 maj – Conrad Rudolf af Uhr (död 1871), svensk musiker och tonsättare.
- 31 maj – Walt Whitman (död 1892), amerikansk diktare och journalist.
- 3 juni – Johann Jongkind (död 1891), nederländsk konstnär.
- 10 juni – Gustave Courbet (död 1877), fransk målare.
- 12 juni – Charles Kingsley (död 1875), brittisk författare.
- 20 juni – Jacques Offenbach (död 1880), tyskfödd kompositör verksam i Paris.
- 3 juli – Louis Théodore Gouvy (död 1898), fransk-tysk tonsättare.
- 4 juli – Marie Sophie Schwartz (död 1894), svensk författare.
- 17 juli – Joseph Knabl (död 1881), tysk skulptör.
- 1 augusti – Herman Melville (död 1891), amerikansk romanförfattare och poet.
- 13 september – Clara Schumann (död 1896), tysk tonsättare och pianist.
- 20 september – Théodore Chassériau (död 1856), fransk historie- och porträttmålare samt gravör.
- 18 oktober – Charlotte Lindmark (död 1858), svensk skådespelare och ballerina.
- 20 oktober – Karol Mikuli (död 1897), polsk pianist och tonsättare.
- 26 oktober – Meïr Aron Goldschmidt (död 1887), dansk författare.
- 22 november – George Eliot (död 1880), brittisk romanförfattare och estetiker.
- 30 december – Theodor Fontane (död 1898), tysk författare.

## Avlidna
- 20 mars – Johan Conrad Preumayr (född 1775), tysk-svensk fagottist.
- 23 mars – August von Kotzebue (född 1761), tysk dramatiker.
- 19 april – Hans Jacob Seseman (född 1751), svensk matematiker och nonsenspoet.
- 30 juni – Ernst Ludwig Gerber (född 1746), tysk kompositör och musikskriftställare.
- 7 september – Jean-Louis Duport (född 1749), fransk cellist.
- 5 december – Friedrich Leopold zu Stolberg-Stolberg (född 1750), tysk författare.
- 29 december – Josepha Hofer (född 1758), tysk sopran.